# Paul Gravett

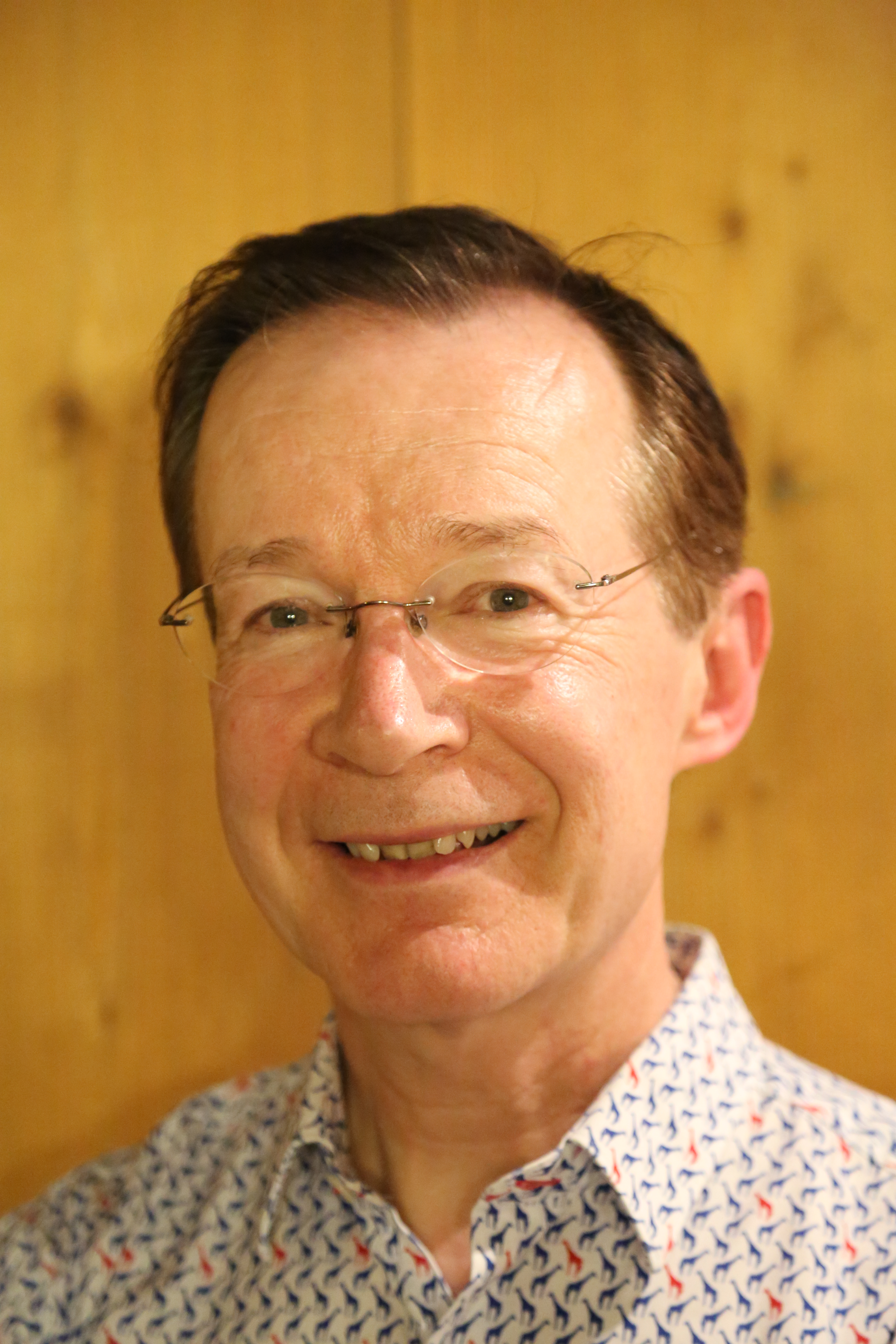

Paul Gravett é um jornalista, curador, escritor e locutor britânico. Trabalha com quadrinhos desde 1981.
É o fundador da revista Escape, e por anos escreveu um artigo mensal na revista britânica Comics International, além de ter tido uma coluna mensal na ArtReview. Escreveu para vários periódicos, incluindo The Guardian, The Comics Journal, Comic Art, Comics International, Time Out, Blueprint, Neo, The Bookseller, The Daily Telegraph e Dazed & Confused.

## Biografia
Sua carreira começou em 1981, quando junto com Peter Stanbury administraram o estande Fast Fiction na Comic Marts bimestral, realizada no Westminster Hall. Gravett convidou artistas para enviarem quadrinhos caseiros, os quais seriam vendidos por ele no estande Fast Fiction. Todos os lucros iriam para os(as) criadores(as). Seu papel no âmbito dos quadrinhos independentes britânicos é retratado nos quadrinhos Alec, de Eddie Campbell, nos quais Gravett é chamado de "O Homem na Encruzilhada".
Em 1981, Gravett foi contratado como gerente de propaganda da Pssst!, tentativa de produzir uma equivalente britânica das luxuosas revistas francesas de banda desenhada.
Em 1983, Gravett e Stanbury lançaram a revista Escape como tentativa de mostrar o melhor dos(as) cartunistas alternativos(as) da época. Sob o selo Escape Publishing, co-publicaram Violent Cases de Neil Gaiman e Dave McKean, três volumes de Alec, de Eddie Campbell, entre 1984 e 1986 e London's Dark, em 1988, de James Robinson e Paul Johnson. O Titan Publishing Group assumiu a publicação de Escape em 1987, quando Gravett se tornou editor na Titan Books. Escape teve 19 edições antes de fechar suas portas em 1989 (quando Gravett também deixou a Titan). O Comics Journal afirmou a respeito da Escape: "Esta... antologia continua sendo um dos quadrinhos mais sentidos de todos os tempos, não apenas por causa de seu tremendo histórico de tradução de quadrinhos europeus, mas simplesmente porque sempre foi boa em muitos aspectos."
Entre 1992 e 2001, foi diretor da instituição britânica de caridade, Cartoon Art Trust, dedicada a preservar e a promover o melhor do desenho artístico e da caricatura britânica, e a estabelecer um museu do desenho artístico, com galeria, arquivos e biblioteca de referências.
Em 2003, Gravett fundou o Comica, Festival Internacional de Quadrinhos de Londres, a que organizou até o seu encerramento, em 2014. Gravett coordenou uma série de eventos em torno da Comica, como o Comica Comiket e o concurso Graphic Short Story Prize, realizado em com o jornal britânico The Observer.
Gravett escreveu vários livros sobre quadrinhos. Também co-editou a Ctrl.Alt.Shift desmascara corrupção, uma antologia política em quadrinhos, produzida em 2009. Os Grandes Quadrinhos Britânicos de Gravett e Stanbury: Comemorando um Século de Rasgando Fios e Wizard Wheezes foram indicados ao Eagle Award de 2007, como Livros Favoritos relacionados a Quadrinhos.